# Маргарита та Арман
«Маргарита та Арман (англ. «Marguerite and Armand») — однодієвий балет класика англійського балету Фредеріка Аштона за мотивами
роману Александра Дюма-сина «Дама з камеліями».

## Сюжет
У 1963 році був створений балет «Маргарита і Арман». Хореографію та постановку здійснив британський балетмейстер Фредерік Аштон на музику Ференца Ліста. Балет спеціально створювався для танцювального дуету Марго Фонтейн та Рудольфа Нурієва.
Роман Александра Дюма-сина «Дама з камеліями» написаний у 1848 році за мотивами особистих переживань автора. Головні персонажі твору мають реальні прототипи. Прообразом Маргарити Готьє стала знаменита паризька куртизанка Марі Дюплессі, яка була не тільки дуже красивою, але й досить розумною жінкою. Серед шанувальників Дюплессі був і Александр Дюма-син. Вважається, що в розриві з Дюплессі та від'їзді сина винен Дюма-батько. Повернувшись у Париж, Дюма-син не застав свою кохану – вона померла від сухот у 1847 році. Роман «Дама з камеліями» відразу став дуже популярним. Драматург П. Сіроден порадив Дюма-сину переробити його на п'єсу. Закінчивши твір, письменник показав його батькові, той був у захопленні та навіть збирався поставити п’єсу у своєму Історичному театрі, але цьому зашкодили події революції 1848 року. Дозвіл на постановку було дано лише через чотири роки, оскільки раніше п’єса вважалася аморальною.
На прем'єрі в Парижі був присутній Джузеппе Верді. Вражений трагічною історією кохання, композитор береться за створення опери «Травіата». Показавши шляхетність і душевну красу Віолети, Дж. Верді віддає їй перевагу не тільки перед легковажним середовищем, яке її оточує, але й перед доброчинним представником світського суспільства – батьком Альфреда. Осуд лицемірної буржуазної моралі, показ на оперній сцені сучасного життя – все це порушувало звичні традиції та стало головною причиною провалу прем’єри у 1853 році. Але вже через рік опера, яку знову було поставлено у Венеції, мала величезний успіх.

## Стислий зміст
Балет триває півгодини: шкодуючи сили немолодої балерини Марго Фонтейн, Аштон зробив ставку на емоційність і пантомімні сцени. Сюжет балету намічений пунктирно: вже вмираючи, Маргарита згадує минуле - спекотні дуети з Арманом і літніх шанувальників. Сила цього балету в його дуетах - емоційних і мелодраматичних.

## Дійові особи
| - Маргарита - Арман - Батько Армана |

## Інші постановки
Сюжетні лінії роману Дюма-сина приваблювали й кінематографістів. За романом знято майже 20 художніх та телевізійних фільмів. Пережити велике кохання попри всі заборони та правила, встановлені суспільством, та втілити їх на екрані випало великій акторській плеяді кінозірок, починаючи від німого кіно та до популярних серіалів. Це Сара Бернар, Рудольф Валентино, Роберт Тейлор, Грета Гарбо, Ізабель Юппер, Грета Скаккі, Колін Ферт та ін.
Над кіноадаптацією «Травіати» (фільм-опера вийшов на екрани у 1983 році) працював видатний італійський режисер Франко Дзеффіреллі.
Американський і німецький балетмейстер Джон Ноймайєр звернувся до твору А. Дюма-сина у 2008 році, поставивши балет на музику Фредеріка Шопена. 
Ставили балет «Дама з камеліями» і на музику Дж. Верді. У 2000 році у Московському академічному театрі імені К. Станіславського та В. Немировича-Данченка постановку здійснив Дмитро Брянцев.
У 2010 році в Татарському академічному державному театрі опери та балету ім. М. Джаліля хореографічне втілення популярної драми здійснив Олександр Полубенцев, використавши не тільки музику «Травіати», але й уривки з інших опер великого італійця.
У Національній опері України хореографію балету «Дама з камеліями» здійснила художній керівник балетної трупи театру Аніко Рехвіашвілі, написавши лібрето разом з диригентом-постановником балету Олексієм Бакланом, який також працював і над музичною композицією твору.